# نيللي تايلي روس
وهي سياسية أمريكية تنتمي إلى الحزب الديمقراطي ولدت نيللي تايلي روس في 29 تشرين الثاني - نوفمبر من سنة 1876 في ولاية ميسوري . في سنة 1902 تزوجت نيللي من وليام روس وسرعان ما انتقل الزوجان إلى مدينة شايان في 5 كانون الثاني - يناير من عام 1925 أصبحت نيللي تايلي روس أول امرأة تشغل منصب حاكم ولاية في تاريخ الولايات المتحدة عندما أصبحت حاكمة لولاية وايومنغ واستمرت في منصبها كحاكمة للولاية إلى عام 1927 توفيت نيللي تايلي روس في 19 كانون الأول - ديسمبر من سنة 1977 في مدينة واشنطن العاصمة عن عمر يناهز 101 عام.